# Victor Faugier
Pour les articles homonymes, voir Faugier.
Victor Faugier (né le 27 octobre 1801 à Sainte-Colombe - mort le 14 octobre 1867 à Vienne) est un ancien député de l'Isère.

## Biographie
Fils du notaire Gabriel Faugier, maire de Sainte-Colombe et conseiller général, Victor Faugier est lui-même notaire à Vienne. En 1842, il est élu conseiller général de l'Isère, puis président du conseil général entre 1852 et 1858. Maire de Vienne dès 1848 (jusqu’à sa mort en 1867), il est également élu député de l'Isère (Majorité dynastique) de 1852 à 1867 et fait partie de la commission du budget du Corps Législatif. Élevé au grade de chevalier de la Légion d’honneur en 1851, il est nommé officier (1862) puis commandeur (1866). Une rue de Vienne porte son nom.
Il est inhumé au cimetière de Pipet à Vienne (38).

## Sources
- « Victor Faugier », dans Adolphe Robert et Gaston Cougny, Dictionnaire des parlementaires français, Edgar Bourloton, 1889-1891 [détail de l’édition]